# Neeme (Jõelähtme)
Neeme – wieś w Estonii, w prowincji Harju, w gminie Jõelähtme.